# Dainis Ozols
Dainis Ozols, född den 11 september 1966 i Smiltene, Lettiska SSR, Sovjetunionen, är en lettisk tävlingscyklist som tog OS-brons i linjeloppet vid olympiska sommarspelen 1992 i Barcelona.